# The Phantom Lodge
Albums de Diabolical Masquerade
Ravendusk in my Heart
(1995) Nightwork
(1998)
The Phantom Lodge est le deuxième album studio du groupe de Black metal suédois Diabolical Masquerade. L'album est sorti en 1997 sous le label Adipocere Records. L' artwork a été réalisé par l'illustrateur français Jean-Pascal Fournier (en), mentionné dans l'ouvrage Metal & Fantasy Vol. 1 de Frantz-E. Petiteau.
Les musiciennes Tina Sahlstedt et Marie Gaard Engberg jouent de la flûte sur les titres Cloaked by the moonshine mist et Across the open vault and away... .
Ingmar Döhn joue le solo de basse sur le titre Cloaked by the moonshine mist.
Dan Swanö est le second vocaliste sur le titre Hater.

## Musiciens
- Blakkheim - Chant, Guitare, Basse, Claviers
- Sean C. Battes - Batterie

### Musiciens de session
- Ingmar Döhn - solo de basse sur le titre Cloaked by the moonshine mist
- Dan Swanö - chant sur le titre Hater
- Tina Sahlstedt et Marie Gaard Engberg - Flutes sur les titres Cloaked by the moonshine mist et Across the open vault and away...

## Liste des morceaux
| No | Titre                                        | Durée |
| -- | -------------------------------------------- | ----- |
| 1. | Astray within the Coffinwood Mill            | 4:08  |
| 2. | The Puzzling Constellation of a Deathrune    | 6:11  |
| 3. | Ravenclaw                                    | 8:17  |
| 4. | The Walk of the Hunchbacked                  | 4:32  |
| 5. | Cloaked by the Moonshine Mist                | 5:15  |
| 6. | Across the Open Vault and Away...            | 1:52  |
| 7. | Hater                                        | 2:39  |
| 8. | The Blazing Demondome of Murmurs and Secrecy | 5:02  |
| 9. | Upon the Salty Wall of the Broody Gargoyle   | 4:52  |